# Sormaco
Sormaco (em latim: Sormacus; em armênio: Սուրմակ; romaniz.: Surmak; m. 444) foi um católico de todos os armênios (ou anticatólico) da Igreja Apostólica Armênia de 428 a 429, e depois, de 437 a 444. Parece ser de origem armênia e, quiçá, pertenceu à segunda linhagem de clérigos do país, descendentes de de Albiano de Manzicerta.

## Biografia

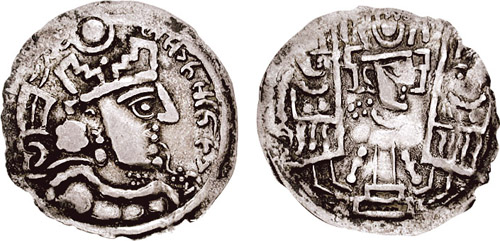
Dracma de r.

Em 428, após ser acusado por Sormaco de conivência com Constantinopla e se recusar a apoiar os nacarares contra o rei Artaxias IV (r. 423–428), que foi deposto pelo xá Vararanes V (r. 420–438), o católico Isaque I, o Grande foi deposto e substituído por Sormaco. Sormaco logo atraiu a inimizade do nacarares e, a seu pedido, foi deposto em 429 (ou 428) pelo marzobã Vemir-Sapor,  embora tenha recebido o cargo de bispo de Besnúnia (norte do lago de Vã). Um prelado persa de língua síria, Barcísio, o sucedeu até 432, quando foi substituído por outro prelado persa de língua síria, Samuel, o Sírio, que exerce as funções temporais de seu ofício, enquanto Isaque manteve as funções espirituais (incluindo a consagração de bispos).
Sormaco voltou ao centro do cenário em 437, à morte de Samuel, tendo assumido as funções do falecido. Ao mesmo tempo, as funções espirituais passaram para José I (talvez com o interlúdio de Mesrobes Mastósio de 437 a 439 ou de 439 a 440 ). Quando Sormaco morreu em 444, as funções temporais do ofício passaram para José I.